# 天主教丹戎塞洛教區
天主教丹戎塞洛教區（拉丁語：Dioecesis Tanjungselorensis）是印度尼西亞一個羅馬天主教教區，位於東加里曼丹省北部，屬三馬林達總教區。2004年有教友28,218人、12個堂區、21名司鐸。目前教區主教之位處於出缺狀態。
2001年12月22日自三馬林達教區分出，由坤甸總教區管轄。2003年1月29日改由三馬林達管轄。

## 歷任主教
- 猶思定·哈約蘇森托（2001年12月22日——2015年2月16日）